# Нинджа убиец
Нинджа Убиец (на английски: Ninja Assassin) е филм с бойни изкуства на режисьора Джеймс Мактийг („В като Вендета“), заснет в Берлин, Германия.
Филмът е продуциран от Джоуел Силвър („Парола: Риба меч“) и Лана и Андрю Уашовски („Матрицата“). Главната роля се изпълнява от корейския актьор Рейн, а отрицателната от звездата от 80те години Шо Косуги.

## Сюжет
Филмът „Нинджа убиец“ проследява историята на Раизо (Рейн), смъртоносен наемник Нинджа, отвлечен от улиците като дете и обучаван да стане професионален убиец на Клана Озуну – тайна престъпна организация, чието съществуване е считано за мит.
След екзекуцията на негов приятел, Раизо напуска нинджа клана и изчезва безследно, като в продължение на години се усъвършенства и чака удобен случай да отмъсти...
Мика Корети (Наоми Харис)е агент на Европол. Тя разследва няколко политически убийства и установява връзката им с Клана Озуну. Клана от своя страна се опитва да я премахне, но отцепника Раизо, успява да я спаси и така те двамата трябва да открият начин, как да се справят с маскираните убийци...

## Актьори и Екип
- Режисьор
  - Джеймс Мактийг
- Сценаристи
  - Матю Санг
  - Дж. Майкъл Стразински
- Актьори
  - Рейн / Раизо
  - Наоми Харис / Мика Корети
  - Сунг Канг / Холивуд
  - Рик Юн / Такеши
  - Шо Косуги / Лорд Озуну
- Продуцент
  - Джоуел Силвър

## Външни препртаки
- Официален сайт ((en))
- „Нинджа убиец“ в  Internet Movie Database  (Проверено на 5 март 2013)